# Morine (visoravan u BiH)
43°21′19″N 18°18′50″E / 43.3553°N 18.3139°E
Morine je krška gorska visoravan u Gornjoj Hercegovini. Smještena je dvadesetak kilometara od Nevesinja, Republika Srpska, Bosna i Hercegovina. Često ju nazivaju i Europski Tibet.

## Zemljopis
Pruža se 30-ak kilometara od Nevesinja prema Kalinoviku. Na zapadu je planina Crvanj, na sjeverozapadu Visočica, na sjeveroistoku Treskavica, na istoku Zelengora, na jugu ponornica Zalomka.
Ka sjeverozapadu je granica Morina vrh Ortorog, rub Crvnja, s druge su strane, prema zapadu, sela Seljani i Kruševljani, u Nevesinjskom polju. Cijele Morine prostiru se na 4700 hektara. Za Austro-Ugarskoj 700 hektara bilo je vlasništvo seljana, a ostalo carsko zemljište. 
U prosjeku su Morine visoke 1300 metara nad morem.
Granica Morina prema sjeverozapadu je vrh Ortorog, rub Crvnja.

## Promet
Putem iz Nevesinja prema Gackom stiže se do Kifina Sela zatim slijede Plužine. U Plužinama se s asfaltne ceste skreće na makadamsku koja vodi prema Kalinoviku. Prolazeći kroz Donje i Gornje Plužine, dolazi se na visoravan Morine.

## Ime
Više je teorija o nastanku imena. Jedne nagađaju da je dobila ime po obiteljima koje su ovdje davno živjele, kao što je kod većine naselja u Hercegovini, a prema drugoj da su dobile ime po smrti (od lat. mors, mortis – latinski smrt;campus mortorum-polje smrti), zbog surovih klimatskih uvjeta . Treća teorija je da je naziv Morine od staroslavenske boginje smrti, tame i podzemlja Morane, koja je ljudima donosila smrt.

## Povijest
Od najstarijih vremena Morine su bile u zahumskoj državi kneza Mihajla Viševića (912. – 926.) i pripadale su župi Viševa, u kojoj je bila Gornja Neretva, današnji Borač.
Planine siječe rimska, a kasnije karavanska cesta. Makadamski put vodi od Morina do Kalinovika i pored njega se nalazi "Svatovsko groblje", nekropola stećaka iz doba srednjovjekovne bosanske države. Dubrovačke pismohrane spominju mnoge stanovnike Morina, među kojima obitelji Vladnić i Dobrosalić, i 1436. dvojicu iz tih obitelji koji su bili ljudi feudalca Radoslava Pavlovića.
Još 1475. se u povijesnim vrelima Morine spominje kao pasište.
To su područje do prije šezdesetak godina nastanjivali brojni Hrvati katolici, ali su kroz ratne godine, pogotovo poratne prilike, oduzimanje vlasništva, protjerivanje, masovna ubijanja, protjerani ili nestali. O brojnosti nekadašnjeg stanovništva svjedoče stara katolička groblja i ostatci filijalne katoličke crkvice sv. Ilije Proroka, na Livodi, na Alipašinoj livadi. Pripadala je nevesinjskoj župi. Hrvatsko stanovništvo Donje Hercegovine živjelo je i od posjeda u sjevernim hercegovačkim krajevima. Planištarenje je odigralo ključnu ulogu u kakvu-takvu opstanku hrvatskoga katoličkoga stanovništva na ovom području. Vlasništvo humnjačkih Hrvata bile su planine Crvanj, Morine, Treskavica, Visočica i Zelengora (nešto manje Hrvata je na Treskavici i Visočici). Ljeti su sa stokom odlazili na ispašu, a brojni su članovi obitelji boravili i preko zime. 
Sa sobom su ponijeli i ime svoga sela. Dvojno stanovanje bilo je radi stoke i žitnice: zimi u Humnini, a ljeti se sa stokom seli u planinu, a neki kao Martići, Gustini, Vukorepi, imali su i zimske kuće na Morinama, a Jurkovići i svoje groblje.
Potreba za grobljima bila je jer se na planini ostajalo i po trećinu godine, pa su uz katune nastajala groblja. Neki rodovi kao rečeni imali su vlastita groblja. Na tim su se grobljima osim vlasničkih pokapali i pokojnici iz drugih hrvatskih rodova koji su planištarili u tom dijelu. Bilo je i pojedinačnih grobišta. Postoje groblja na osami. Tisuću metara sjeverno prema planini Crvnju pošavši od koliba Planinice, ispod visoke glavice u udolini kraj kamenih guvana, postoji odavno zapušteno manje hrvatsko katoličko groblje Balinovača.
Stanovnici Donje Hercegovine vijekovima su ljeti gonili stoku na ispašu na Morine i okolne planine. Stizali su početkom ljeta, najkasnije do Vidovdana, a ostajali do kraja ljeta, do Male Gospojine kada su silazili s planine na jeseništa. Tijekom zime stočari su se spuštali sve do Stona sa svojim stadima gdje su prezimili. Stočari su svoja imena ostavili u toponimima. Bjelevići su ime dobili po obitelji Bjelevac kod Stoca, Šakotuša planina - posjed obitelji Šakota kod Stoca, Puhalova lokva - obitelj Puhalo. Maslaći - obitelj Maslać, Maljurin bunar - od obitelji Maljura kod Stoca. Obitelj Mandić je ostavila trag u toponimu Mandić. Humljaci su ovdje živjeli periodično, a bilo je i stalnih domaćih starosjedilaca.
Svaka obitelj je uzgajala veća ili manja stada ovaca i koza, znatan broj goveda i konja. Okupljali su ta stada i krda u velike "ohmutove" s oko 1000 grla pa i više koja su onda brojne obitelji izgonile na ljetnu ispašu u planine sjeverne Hercegovine i Bosne tijekom ljetnih mjeseci da bi se uzdržali na životu: na Velež, Crvanj, Busovaču, Morine, Somine, Zelengoru, Bjelašnicu i dr.
Vremenom su od tih boravišta nastala katunska naselja s planinskim kućama. Zatim su građene i prave obiteljske kuće. Planina-visoravan Morine bila je najpoznatija. Katolička Crkva određivala je posebne kapelane za ovdašnje Hrvate katolike, čak i u osmanskim vremenima. Na Morinama je 1859. katoličku vjeru svjedočio mučenik Marko Milanović kad je pogubljen dok je bio planištarski pješačio. U Morine je na pašu iz Humnine izlazilo stotinjak domaćinstava s to tisuća grla sitne stoke i oko 4 tisuće krupne. Pred drugi rat ti su ljudi imali su oko 13 i pol tisuća dunuma gruntovno svoga vlasništva i oko 37.000 dunuma pašnjaka.
Osmanska osvajanja Hercegovine 1482. i osmanska vlast učinile su da Morine padnu u zaborav. Evlija Čelebija ih spominje u putopisu kad je putovao iz Sarajeva preko Uloga na Morine.
Hrvati su na Morinama Hrvati obilato sijali pšenicu i ječam. Mnogi su po Morinama sagradili i solidnije kolibe ili čak kuće i čatrnje, neki i dvije. Razlog te gradnje je bio da bi u rano proljeće i kasne jeseni mogli obavljati rane proljetne sjetve ili prikupiti kasno dozrele najesen.
U Vjesniku župe Hrasno objavljena su sjećanja Ilije Martića i Joze Papca, (Dumo i njegov narod – broj 7 od 1968. i broj 26 od 1979.), u kojima govore upravo o “vremenu koje fino bijaše”, o “zemaljskom raju”, vraćaju u vremena lijepog života Hrvata katolika na Morinama i okolnim planinama, kad život nije bio lagan, ali su obitelji bilo znatno sretnije, plodnije i radnije. Kad se posebno radovalo svetkovinama... Također, podatci Slavka Katića (Vrutak, 11., 2007, Zaboravljena groblja u planini, str. 23) upotpunjuju sliku o tim krajevima.
U 19. stoljeću Morine su poprištem bitaka koje su odredile sudbinu stanovnika okolnih sela: Koleška, Borča i Slivalja. Godine 1831. Ali-paša Rizvanbegović je u bitci na Morinama porazio je "bošnjačku" vojsku i dobio Morine u svoj posjed. Poslije je prodao ih Humljacima i lokalnom stanovništvu. Zimi 1881. izbila je Uloška buna pod vođstvom Pera Tunguza. Zbog širenja na okolne kotare austro-ugarska vlast je to ugušila i pobunjenici su na Morinama doživjeli težak poraz. Kad je završio Prvi svjetski rat, u karađorđevićevskoj Jugoslaviji Morine mijenjaju gospodara. Postale su svojina hajdučkog harambaše Pera Tunguza i njegove obitelji.
Odlukom vlasti pravoslavna obitelj Tunguza tako je dobila gotovo sve zemljište, imanja, ispod crkvice sv. Ilije. Zatim nisu dopustili Tunguzi da im se na imanju održavaju svečanosti. Ipak, jedan od Tunguza – Radovan, ipak je dopustio, te su se opet na sv. Iliju, na Livadi, uz misu, održavali derneci.
Lipanjski ustanak u Hercegovini 1941. donio je ustaničke borbe na Morinama, a ustanici su doživjeli poraz.
Četnici su to vrijeme terorizirali planištare na planinskim posjedima, napali i planištare i pratidžije i putnike, oštećivali imanja (planinske kuće, pastirske kolibe, čatrnje), otimali stoku i materijalna dobra. Brojni planištari (npr. s Planinice) kumovali su s domicilnim pravoslavcima. Mnogima su ta kumstva pomogla, jer u opasnim trenutcima kumovi su im dojavljivali kad bježati. Dio je planištara bio siguran u sebe jer nisu nikome ništa bili krivi pa su ostali na svojim ognjištima, što su platili životom. 23. lipnja 1941. skupina oružnika je uhvatila i strijeljala devetoricu komita koji su terorizirali planištare. Četnici koji se onda još nazivaju ustanicima krenuli su se osvetiti na Humljacima. 25. lipnja u dobro isplaniranom pohodu opljačkali su i ubili 42 Hrvata, što vojnika iz oružničkih postaja, što civila planištara na planinskim pašnjacima, putnika presretnutih na putevima i ubijenih iz zasjede, civila zaklanih noću u kolibama. Humljaci su tad ostavili sve. Kad je došla domobranska postrojba, povukli su se s Morina. U ratu i poslije rata mnogi Hrvati su otišli i nikad se nisu mogli vratiti. Kad je završio drugi svjetski rat 1945. na Morinama je napravljena suvremena zadruga i poljoprivredno imanje. Zadružni ovčarnik je besramno napravljen od materijala srušene katoličke crkve sv. Ilije. Propašću komunizma propala je i zadruga.

## Gradnja crkvice na Morinama
43°20′56″N 18°17′28″E / 43.3487502°N 18.2912035°E
I prije gradnje crkve, ovdašnji katolički put pohodili su redovito katolički svećenici po ovome planinskom prostranstvu. Još u doba Osmanskoga Carstva bili su određivani posebni svećenici za Morine, koji su katoličkom puku ondje nastanjenu vršili vjerske obrede.
Odlaskom Osmanlija i dolaskom Austro-Ugarske monarhije vjerske su se prilike izmijenila, osnovala se nevesinjska župa i započela gradnja filijalnih crkava. Godine 1912. izgrađena je crkva, djelo majstora Joze i Vidoja Vujinovića, koja je okupljala 800 katoličkih vjernika iz okolnih više od 100 kućanstava. Gravitirali su joj vjernici iz mjesta Crvanj, Busovača, Morine, Somine i Orlovac.

## Gospodarski život
Proljeća svake godine početkom lipnja i svake godine najesen koncem rujna put od
planina do Humnine bio je pokriven "omutovima" ovaca, vjerojatno i nekoliko stotina tisuća ovaca, druge stoke i mladeži, na svaki kilometar puta bila su bar tri "omuta". Do prije drugog svjetskog rata rijetko koja kuća nije išla planištariti. Kasno ljeto ili jesni 1941. osjetile su se posljedice drugog svjetskog rata. Zbog nutarnjih nemira moralo se iz sigurnosnih razloga polaziti s planina ranije nego inače, već koncem kolovoza. Te godine su svi pošli s Morina u jedan dan i cestu od Vranjkuše do Planinice pokrivala je rijeka ljudstva i stoke, od čega samo ovaca 100 tisuća. 1941. godina bila je zadnja godina masovnog planištarenja. Poslije rata samo su rijetki pojedinci išli planištariti.
Humnjaci su imali 13.500 dunuma gruntovnog vlasništva i 37.000 dunuma pašnjaka sve do nacionalizacije nakon Drugoga svjetskog rata, i dotad je u planine je izlazilo više od 100 kućanstava s više od 100.000 grla sitne i oko 4.000 grla krupne stoke.
1907. je na 97 tisuća grla stoke bilo na Morinama.
Nacionalizacije u komunističkoj Jugoslaviji i iseljavanje zbog loše ekonomske situacije za posljedicu imaju da sada u Morinama više nitko nema svoga vlasništva, rijetki su planištari. U gornje planine ide više njih. Do 1950-ih brojni Hrvati katolici su imali imanja, kuće, torove, čatrnje i dr. koji su u ratu a osobito u poraću nestali iz ovih krajeva oduzimanjem vlasništva, protjerivanjem, a prije toga i ubijanjem na kućnom pragu. Svjedok da su Hrvati ovdje nekad bili su dosta zapuštena, stara katolička groblja i ostaci – temelji katoličke crkvice.
Nakon komunističkog doba uslijedio je rat u BiH što je sve učinilo da su Morine, Planinica, pa i groblje na Balinovači, kao i ina groblja - zaboravljeni od unuka starih planištara.
Da se ne bi materijalizirala do kraja otimačina iz jugoslavenskih vremena i da se ne bi događala razvlaštenja, župnik je pozvao Hrvate koji imaju svoja imanja u ovim krajevima nevesinjske župe u kojima su katolici nekada bili brojniji, krajeve od izvora rijeke Neretve, preko Tomišlja, Cerove, Bakete, Obada, Klinje, Jablanića, Oblja, Uloga, preko Kladova Polja, Somina i Morina, da kod mjerodavnih ustanova uknjiže svoje nekretnine kako je zakonom i propisano.

## Nastanak katunskih naselja
Na Morinama su poznati katuni: Planinica, Bjelovići, Lakat, Gornje i Donje Somine, Podgvoznica i dr. (Slavko Katić, Vrutak 11, 23. str.). Na planini se ostajalo preko ljetnih mjeseci, pa su uz katune, nastajala i groblja i pojedinačna grobišta. Neki su imali i vlastita groblja, gdje su se, osim njih, pokapali i pokojnici iz drugih hrvatskih rodova koji su planištarili u tom dijelu.

## Pučke svečanosti
Na blagdan sv. Ilije svakoga ljeta bila bi prava svečanost za Ilindan. Došao bi svećenik iz Nevesinja ili Mostara na Alipašinu livadu na Morine i tu u crkvi održao službu Božju i propovijed. 
Na 100. godišnjicu izgradnje crkve obnovljena je stara tradicija da se na blagdan sv. Ilije svakoga ljeta služi sv. Misa i organizira bogata pučka svečanost.  
Osim na Ilindan, misa se u toj crkvi na Morinama služila i na Gospu od Milosrđa (nedjelja po Maloj Gospi).
Obnovljen je običaj i služenja mise na Gospu od Milosrđa.

## Vanjske poveznice
- Bljesak.info  Arhivirana inačica izvorne stranice od 10. travnja 2017. (Wayback Machine) J.Z.: Morine - zaboravljeni raj južnohercegovačkih planištara, 1. rujna 2013.
- Župa Uznesenja BDM, Nevesinje Morine i temelji (ostaci) Crkve sv. Ilije
- Župa Uznesenja BDM, Nevesinje Na Morinama ilindanska slava, 22. srpnja 2012.
- Župa Uznesenja BDM, Nevesinje Tragom planištara iz Donje Hercegovine po Morinama, Sominama..., 1. rujna 2010.